# Bonnie Owens
Pour les articles homonymes, voir Owens.
Bonnie Owens est une chanteuse de musique country américaine née le 1er octobre 1929 et décédée le 24 avril 2006.

## Biographie
Née Bonnie Camppbell à Oklahoma City, dans l’Oklahoma, elle est connue pour avoir été mariée à  Buck Owens puis plus tard à Merle Haggard. Elle est également connue pour ses succès en tant qu’autrice-compositrice dans les années 1950 et 1960.
Elle rencontra Buck Owens, son premier mari à l’âge de 15 ans. Ils jouèrent ensemble dans un groupe à Mesa, dans l’Arizona et se marièrent en 1951. Ils déménagèrent à Bakersfield, en Californie.
Le premier disque de Bonnie était un duo avec Fuzzy Owen, nommé "A Dear John Letter".
Divorcée de Buck Owens, elle se remaria avec Merle Haggard en 1965. Ils divorcèrent en 1978 mais continuèrent malgré tout à travailler ensemble.
En 2006, Bonnie Owens mourut à l’âge de 76 ans, dans un hospice, moins d’un mois après la mort de son premier mari (Buck Owens).

## Discographie
| Année | Album                      | Notes              |
| ----- | -------------------------- | ------------------ |
| 1965  | Don't Take Advantage of Me |                    |
| 1966  | Just Between the Two of Us | avec Merle Haggard |
| 1967  | All of Me Belongs to You   |                    |
| 1968  | Somewhere Between          |                    |
| 1969  | Hi-Fi to Cry By            |                    |
| 1969  | Lead Me On                 |                    |
| 1970  | Mother's Favorite Hymns    |                    |
| 1999  | The Best of Bonnie Owens   |                    |